# Girls Will Be Girls
Girls Will Be Girls est un film indien écrit et réalisé par Shuchi Talati (en), sortie en 2024.
C'est le premier long métrage de la réalisatrice. Le film met en vedette Preeti Panigrahi (en) et Kesav Binoy Kiron, qui jouent aussi dans leur premier long métrage, et Kani Kusruti.

## Synopsis
Dans l'internat d'un lycée prestigieux dans les régions himalayennes du nord de l'Inde, Mira, 16 ans, fait la connaissance de Sri, un nouvel élève. Reconnue pour son travail sérieux, elle va devoir composer entre ses ambitions et l'éveil de ses désirs.

## Fiche technique
Sauf indication contraire, les informations mentionnées dans cette section peuvent être confirmées par la base de données cinématographiques IMDb,  présente dans la section « Liens externes ».
- Réalisation et scénario : Shuchi Talati (en)
- Musique : Sneha Khanwalkar (en) et Pierre Oberkampf
- Photographie : Jih-E Peng
- Montage : Amrita David
- Décors : Avyakta Kapur
- Direction artistique : Arzoo Ali
- Costumes : Shaahid Amir
- Production : Richa Chadha, Claire Chassagne, Sanjay Gulati et Shuchi Talati (en)
- Sociétés de production : Blink Digital, Cinema Inutile, Crawling Angel Films, Dolce Vita Films, Pushing Buttons Studios
- Société de distribution : Nour Films (France)
- Pays de production :  Inde
- Langues originales : anglais et secondairement hindi
- Genre : drame, romance
- Format : couleur
- Durée : 118 minutes
- Dates de sortie :
  - États-Unis : 20 janvier 2024 (première mondiale au Festival de Sundance) ; 13 septembre 2024 (sortie limitée)
  - France : 22 mai 2024 (Festival de Cannes, sélection Écrans junior) ; 21 août 2024 (sortie nationale)

## Distribution
Sauf indication contraire, les informations mentionnées dans cette section peuvent être confirmées par la base de données cinématographiques IMDb,  présente dans la section « Liens externes ».
- Preeti Panigrahi (en) : Mira
- Kani Kusruti : Anila, la mère de Mira
- Kesav Binoy Kiron : Sri
- Kajol Chugh : Priya
- Nandini Verma : Divya
- Devika Shahani : Ms. Bansal
- Akash Pramanik : Hardik
- Aman Desai : Vikrant
- Sumit Sharma : Pratik
- Jitin Gulati : Harish, le père de Mira

## Production
Shuchi Talati conçoit le scénario du film en 2018, en s'inspirant de ses propres expériences d'adolescente, de son lycée de Vadodara et des séries de romans d'Enid Blyton Malory School (Malory Towers) et Deux jumelles (St. Clare's).
Elle réunit autour d'elle une équipe de tournage composée en majorité de femmes afin de créer un espace sûr où « les filles pourraient être des filles »[réf. nécessaire] : les productrices Claire Chassange et Richa Chadha, la directrice de la photographie taïwanaise Jih-E Peng, la décoratrice Avyakta Kapur et la monteuse Amrita David.
La production est majoritairement indienne avec les sociétés indiennes Pushing Buttons Studios, Blink Digital et Crawling Angel Films, mais aussi avec la participation de la société française Dolce Vita Films et de la société américaine Cinema Inutile. Le film reçoit par ailleurs l'aide à la production du CNC en 2021.
Le tournage dure 45 jours dans la région de l'Uttarakhand, dans le nord de l'Inde, entre autres dans la capitale de l'État, Dehradun.

## Sortie et accueil
Girls Will Be Girls est sélectionné en compétition au Festival de Sundance 2024, où il est projeté en première mondiale. Il est ensuite présenté dans de nombreux autres festivals, dont celui de Göteborg et au celui de Cabourg.

## Distinctions
Sauf indication contraire, les informations mentionnées dans cette section peuvent être confirmées par la base de données cinématographiques IMDb,  présente dans la section « Liens externes ».

### Récompenses
- Festival du film de Sundance 2024 : Prix du public et prix spécial du jury d'interprétation pour Preeti Panigrahi (en), dans la compétition World Cinema - Dramatic

### Nominations et sélections
- Festival du film de Sundance 2024 : sélection dans la compétition World Cinema - Dramatic